# Rudolf Bernhard William Comvalius
Rudolf Bernhard William Comvalius (Bersaba, 16 februari 1897 – Paramaribo, 26 januari 1961) was een Surinaams onderwijzer en politicus.
Hij werd geboren in de buurt van Republiek in het toenmalige district Boven Para. In 1932 kwam hij korte tijd naar Nederland waar hij de akte hoofdonderwijzer behaalde en hij heeft later als hoofd van de school van de Evangelische Broedergemeente Suriname in Nieuw-Amsterdam gewerkt. Vanaf de oprichting in 1946 was hij lid van de Nationale Partij Suriname (NPS) en in 1949 kwam hij samen met onder andere J.A. Pengel voor die partij in de Staten van Suriname. In 1951 zou zijn dochter Ine Esba Dorin trouwen met Pengel.
Bij de verkiezingen van 1951 werd Comvalius herkozen. Begin 1955 werd hij met twee andere NPS-Statenleden (S.H. Axwijk en H.C. van Ommeren) geroyeerd door die partij waarop hij zich aansloot bij de mede door David Findlay opgerichte Surinaamse Democratische Partij (SDP) die bij de verkiezingen van 1955 als onderdeel van het Eenheidsfront deelnam. Voor die partijcombinatie was hij tot aan de verkiezingen van 1958 Statenlid.
Begin 1961 overleed hij plotseling op 63-jarige leeftijd, terwijl hij als hoofdonderwijzer voor de klas stond bij de Van Sypesteynschool